# Валидол
Левоментола раствор в ментилизовалерате, ментола изовалериат (раствор ментола в ментиловом эфире изовалериановой кислоты), торговое название Валидол — российское безрецептурное лекарственное средство, применяется в составе комбинированной антиангинальной терапии при кардиалгии, неврозах, стенокардии, также в качестве противорвотного средства при морской болезни и при воздушной болезни. Валидол распространён только в странах бывшего СССР.
Валидол не имеет доказанной эффективности, его действующее вещество не является лекарством, но представляет собой пищевую (вкусовую) добавку. Приём валидола эквивалентен кратковременному отдыху или аутогенной тренировке.
Приём валидола может быть смертельно опасен при угрозе инфаркта — в случае, когда больной купирует им сердечный приступ вместо эффективного лечения и своевременного обращения к врачу.
Упоминания валидола отсутствуют в документах Всемирной организации здравоохранения.

## Общее описание
Валидол создан в 1897 году в Германии. В начале XX века валидол применялся для устранения симптомов укачивания в поездах и при морской болезни, а также для снижения тяги к алкоголю у алкоголезависимых людей. В 1957 году валидолом лечили тошноту после лучевой терапии.
Препарат представляет собой таблетку с ментолом, растворённым в изовалериате.
Ментола изовалериат — это пищевой ароматизатор, который широко используется в жевательных резинках и зубных пастах.
Всемирная организация здравоохранения не упоминает ментола изовалериат (валидол).
В России на 2013 год валидол являлся одним из трёх лидеров продаж безрецептурных лекарственных средств наряду с цитрамоном и активированным углём.
Минздрав России относит валидол к коронародилатирующим средствам рефлекторного действия, присвоил ему код АТХ C01EX — «Прочие комбинированные препараты для лечения заболеваний сердца».
Валидол некоторое время был в перечне дополнительного лекарственного обеспечения Минздрава РФ (это позволяло выдавать его амбулаторным пациентам бесплатно), в 2007 году был исключён из него по резолюции президиума Формулярного комитета РАМН, в 2009 году был возвращён в этот перечень.

## Физические свойства
Раствор ментола изовалериат — это прозрачная маслянистая жидкость, источающая ментоловый запах, не растворяется в воде, растворим в этиловом спирте.

## Фармакологические свойства

### Фармакодинамика
В инструкции утверждается, что валидол оказывает седативное и сосудорасширяющее действие, раздражает нервные окончания при подъязычном приёме и тем самым стимулирует выработку энкефалинов, эндорфинов и других пептидов, которые принимают участие в регуляции проницаемости сосудов и формировании болевых ощущений. Эффект может проявляться в среднем через пять минут после приёма. Кроме того, утверждается, что препарат усиливает седативный эффект опиоидных анальгетиков, психотропных средств, средств для наркоза и алкоголя, а при одновременном применении с антигипертензивными препаратами возможно потенцирование их действия.
Фармакодинамика валидола никогда не проверялась в научных исследованиях, описанный в инструкции к препарату эффект в мировой литературе не упоминается даже в качестве гипотезы.

### Фармакокинетика
Согласно инструкции, у положенной под язык таблетки валидола в течение 4 минут высвобождается до 70 % препарата, при этом левоментол абсорбируется со слизистой оболочки полости рта.
Левоментол метаболизируется в печени до глюкорунидов, выводится почками в течение суток.

## Эффективность и безопасность
Эффективность валидола не доказана в клинических исследованиях. Его механизм действия не подтверждён, он только подразумевается, но не существует, описанное в учебниках рефлекторное воздействие на сосуды сердца никто из исследователей никогда не наблюдал.
В 2014 году украинский производитель пытался зарегистрировать валидол в качестве лекарственного средства в США, но использованию в Европе и США мешало отсутствие доказательной базы по эффективности этого препарата. К 2019 году в международных базах научных статей нет информации о клинических исследованиях по применению валидола при сердечно-сосудистых заболеваниях. В единственном каталогизированном PubMed клиническом исследовании валидол изучался как лекарство при псевдодиагнозе «нейроциркуляторная дистония», который встречается только на территории бывшего СССР.
По валидолу нет данных об эффективности и безопасности его для детей.
Эквивалентом приёму валидола является аутогенная тренировка — чтобы достичь того же эффекта, достаточно сесть и немного успокоиться, медленно и спокойно подышать.
Эффект снижения боли в груди или других симптомов после приёма валидола может быть вызван эффектом плацебо.
Будучи ментоловым ароматизатором и являясь плацебо, валидол может привести к побочному вреду в случае использования его пациентами вместо реального лекарства и срочного обращения к врачу при стенокардии, которая является болью в сердце, предшествующей (или являющейся началом) инфаркта.

### Исследования
Валидол изучали в основном российские и украинские исследователи, последний раз — в 1996 году, когда изучалось влияние валидола на самочувствие пациентов с нейроциркуляторной дистонией и стенокардией. Причём диагноз «нейроциркуляторная дистония» — несуществующий, мифический.
Также известны технические исследования (не клинические, не лечебные), проведённые в 1950—1970 годах. Более свежих исследований нет.

## Применение
В современной медицине валидол не применяется.
При передозировке возникает возбуждение, тошнота, головная боль, снижение артериального давления, нарушения деятельности сердца и (или) угнетение функций центральной нервной системы.

### Противопоказания
Валидол противопоказан при повышенной чувствительности к компонентам препарата, инфаркте миокарда, выраженной артериальной гипотензии.

### Побочные действия
Как утверждается в инструкции, побочными эффектами валидола являются тошнота, слезотечение, головокружение, головная боль, кратковременная артериальная гипотензия, сонливость, аллергические реакции.

## Документы
- Реестровая запись ФС-001056 : Валидоол // Государственный реестр лекарственных средств. — Минздрав РФ, 2015. — 26 марта.
- Регистрационное удостоверение ЛП-005976 : Валидол // Государственный реестр лекарственных средств. — Минздрав РФ, 2019. — 9 декабря.
- Тюстин, С. В. Инструкция по медицинскому применению лекарственного препарата Валидол : ЛП-005976-091219 / АО «Усолье-Сибирский химфармзавод». — Министерство здравоохранения Российской Федерации, 2019. — 9 декабря. — 4 с.
- Kendall, T. M. Validol in Dipsomania :  [англ.] // The Hospital : журн. — 1911. — Vol. 50, no. 1315 (23 September). — P. 662. — PMID 29822511. — PMC 5222402.